# Акрамово
Акра́мово (рос. Акрамово, чув. Шурча) — село у Чувашії Російської Федерації, у складі Ярабайкасинського сільського поселення Моргауського району.
Населення — 286 осіб (2010; 279 в 2002, 301 в 1979; 483 в 1939, 485 в 1926, 464 в 1906, 330 в 1858).

## Історія
Історичні назви — Шорча, Успенське. До 1724 року селяни мали статус ясачних, до 1866 року — державних, займались землеробством, тваринництвом, рибальством, ковальством, ткацтвом. Діяла церква Успіння Пресвятої Богородиці (1749–1936). 1842 року село виступило центром Акрамовського антифеодального повстання. 1844 року відкрито однокласне чоловіче училище Міністерства держмайна, 1870 року — жіноче однокласне училище. 1897 року відкрито бібліотеку-читальню. 1930 року створено колгосп «Акрамово». До 1840 року село перебувало у складі Кінярської волості Чебоксарського, до 1920 року — центр Акрамовської волості Козьмодемьянського, а до 1927 року центр волості знову у складі Чебоксарського повіту. 1927 року село перейшло до складу Татаркасинського району, 1935 року — до складу Ішлейського, 1944 року — до складу Моргауського, 1959 року — до складу Сундирського, 1962 року — до складу Чебоксарського, 1964 року — повернуто до складу Моргауського району.

## Господарство
У селі діють школа, фельдшерсько-акушерський пункт, бібліотека, клуб, пошта, церква, магазин.